# Bosanski pašaluk
Bosanski pašaluk je ime za važnu upravnu pokrajinu u Osmanskom Carstvu.
Poznat je i bio kao Bosanski ejalet, Bosanski beglerbegluk ili Bosanski vilajet. Glavna osoba u upravi pašaluka bio je beglerbeg, poslije valija, a u oba slučaja čelnik je bio kao bosanski paša.
Bosanski pašaluk je bio najzapadnija pokrajina Osmanskog Carstva, koja je obuhvaćala velike dijelove današnje BiH, a u jednom svojem razdoblju, na vrhuncu (u 17. stoljeću), je pod svojom upravnom nadležnošću imao i dijelove Hrvatske: Slavonije, istočnu Liku, unutrašnjost i veliki dio dalmatinske obale.
Prvobitno ova upravna jedinica nije bila u statusu pašaluka, nego je bio samo sandžakom. 
Reorganizacijom osmanske uprave 1580. godine uzdignut je na status pašaluka. Sastojao se od nekoliko sandžaka. Na čelu pašaluka bio je beglerbeg koji je nosio naslov paše, a sjedište je imao u Banjoj Luci. Bosanski pašaluk obuhvaćao je bivše sandžake u kojem je bilo i 29 kapetanija:
- Požeški sandžak (2 kapetanije)
- Bosanski sandžak (7 kapetanija)
- Krčko-lički sandžak (7 kapetanija)
- Kliški sandžak (4 kapetanije)
- Hercegovački sandžak (4 kapetanije)
- Zvornički sandžak
- Pakrački (cernički) sandžak
- Bihaćki sandžak (4 kapetanije) – ovaj je sandžak pridodan poslije

Uprava pašaluka bila je sljedeća. Uz pašu bilo je vijeće (divan). U vijeću su dužnosnici bili čelnik za financije (kaznadar), njegov zamjenik (ćehaja), čelnik pokrajinske uprave feudalnih imanja (timar deftedar ), tajnik (teskeredžija), čuvar pečata (muhurdar) i sudac (kadija).
Međutim, u istom, 17. stoljeću, zbog brojnih neuspješnih ratnih ishoda u Europi, ozemlje Bosanskog pašaluka se smanjilo.
Nakon Mira u Karlovcima 1699., pokrajina se svela na samo četiri sandžaka i dvanaest kapetanija.  
U razdoblju do Požarevačkog mira, potpisanog 1718., stvoreno je još 28 kapetanija, većinom uzduž zapadne granice s Habsburškom Monarhijom.